# Microsoft Azure
Microsoft Azure、略称：Azure（アジュール）は、マイクロソフトが管理するグローバルデータセンターを通じてPaaS、IaaS、SaaSを提供するクラウドコンピューティングサービスである。合計で100を超える数のサービスを提供し、マイクロソフト独自とサードパーティ製の両方の多くのプログラミング言語、ツール、フレームワークが利用できる。IaaSにおける世界的シェアは21%で2位。
2008年のProfessional Developer Conferenceで発表され、2009年末までのサービス開始前の評価期間を経て、2010年1月に世界21ヶ国で正式にサービスを開始した。2014年3月26日に旧称であるWindows AzureからMicrosoft Azureへの名称変更が発表された。

## 歴史
- 2008年10月 : （ロサンゼルスのProfessional Developers Conferenceにて） Windows Azure Platformの発表[6]。
- 2009年
  - 3月 : SQL Azure Relational Databaseの発表。
  - 11月 : Windows Azure CTPの更新、PHP、Java、CDN CTP等の開始。
- 2010年
  - 2月1日 : Windows Azure Platformの一般提供開始[7][8]。
  - 6月 : Windows Azureの更新、.NET Framework 4、OSのバージョン管理、CDN、SQL Azureの更新[9]。
  - 10月 : （PDCにて）プラットフォームの拡張、Windows Azure Connect、開発者・IT管理者の使い勝手向上。
- 2011年12月 : Traffic manager、SQL Azure reporting、HPC schedulerの登場。
- 2012年6月 : Webサイト、WindowsとLinuxの仮想マシン、Python SDK、新しいポータル、ローカル冗長ストレージの登場。
- 2014年
  - 2月26日 : 日本に東日本リージョン、西日本リージョンを開設[10]。
  - 4月 : Windows AzureがMicrosoft Azureに名前変更[5]、ARMポータルがBuild 2014で紹介される。
  - 6月 : Azure Machine Learningがパブリックプレビュー[11]。
  - 11月 : サービス障害により MSN.com を含む主要なWebサイトが影響を受ける[12]。
- 2015年
  - 9月 : Azure Cloud SwitchがクロスプラットフォームLinuxディストリビューションとして導入される。現在はSONiCとして知られる[13]。
  - 12月 : Azure ARM ポータル（コードネーム "Ibiza"）がリリースされる[14]。
- 2016年3月 : Azure Service Fabricが一般提供開始[15]。
- 2017年9月 : Microsoft Azure のロゴとマニフェストが刷新[16]。
- 2018年
  - 7月16日 : Azure Service Fabric Meshがパブリックプレビュー[17]。
  - 9月24日 : Microsoft Azure IoT Centralが一般提供開始[18]。
  - 10月10日 : マイクロソフトがLinux関連の団体Open Invention Network[19]に加盟。
- 2019年4月17日 : Azure Front Door Serviceが提供開始[20]。
- 2020年3月 : マイクロソフトは2019年の新型コロナウイルス感染症 (COVID-19)の影響によりイタリアにおけるMicrosoft Teamsの利用が775%増加したと発表した。マイクロソフトでは世界中で毎日4400万のアクティブユーザーがTeamsを使っていると試算した[21]。
- 2022年10月：日本政府の共通クラウド基盤「ガバメントクラウド」として、Microsoft AzureとOracle Cloud Infrastructureが追加選定[22]。

## リージョンの拡大
サービス開始当初、Microsoft Azureのデータはアメリカ合衆国など海外のデータセンターに置かれることになり、情報漏えいや、海外にデータを置くことによる問題などが指摘されていた（当然のことながら、Amazon EC2、Google App Engineなどの競合サービスも同様である）。海外にデータを置く問題とは、例えば何らかの事件がありFBI（連邦捜査局）にデータをすべて押収される可能性などである。
2010年7月には、富士通がMicrosoft Azureの技術を用いた自社ブランドのクラウドサービスを提供している。
2014年2月26日からはマイクロソフト自身が東日本リージョン、西日本リージョンを開設し、運用している。日本国内でのサービス提供は当初、富士通が担当していた。これにより、既存の富士通版Azureのユーザーは、マイクロソフトのデータセンターへシステムを移行する必要が発生した。
2019年3月には、南アフリカのケープタウンとヨハネスブルグの新しいクラウド リージョンが開設された。これにより、Azureは世界各国 54 のリージョンで提供されることとなった。

## サービス一覧
Microsoft Azureは世界中のマイクロソフトのデータセンターで大規模な仮想化を行っている。

### コンピューティング
- Virtual Machines - 仮想マシン: Microsoft Windows Server、Linux、FreeBSD
- Virtual Machine Scale Sets (VMSS、仮想マシンスケールセット) - スケーリング
- Azure Kubernetes Service (AKS) -  仮想マシンのクラスターを管理
- Azure VMware Solutions
- API Apps
- App Service
- Azure CycleCloud
- Azure Dedicated Host
- Azure Functions - サーバーレスコンピューティングサービス
- Azure Spring Cloud
- Batch
- Cloud Services
- Container Instances
- Mobile Apps
- Service Fabric - 分散システムプラットフォーム
- Static Web Apps
- Web Apps
- Windows Virtual Desktop

### ID
- Microsoft Entra ID（英語版）（旧称：Azure Active Directory）
- Microsoft Entra Domain Services（旧称：Azure Active Directory Domain Services）
- Azure Information Protection
- Microsoft Entra 外部 ID（旧称：Azure Active Directory 外部ID）

### モバイル
- API Management
- App Service
  - Web Apps
  - Mobile Apps
  - API Apps
  - Logic Apps
- Azure Cognitive Search
- Azure Maps
- Notification Hubs
- Visual Studio App Center
- Xamarin
- Azure Communication Services

### Web
- API Apps
- API Management
- App Service
  - Web Apps
  - Mobile Apps
  - API Apps
  - Logic Apps
- Azure Cognitive Search
- Azure Maps
- Azure SignalR Service
- Azure Spring Cloud
- Notification Hubs
- Static Web Apps
- Web App for Containers
- Azure Communication Services

### ストレージ
- Azure Storage (Blob / Queue / Table / Files / Disk / Archive)
- Avere vFXT for Azure
- Azure Backup
- Azure Data Lake Storage
- Azure Data Share
- Azure FXT Edge Filer
- Azure HPC Cache
- Azure NetApp Files
- Data Box
- Storage Account
- Storage Explorer
- StorSimple

### データベース
- Azure SQL Database
- Azure SQL Managed Instance
- Azure SQL Edge
- Azure Database Migration Service
- Azure API for FHIR
- Azure Cache for Redis
- Azure Cosmos DB
- SQL Server on Virtual Machines
- SQL Server Stretch Database
- Azure Database for PostgreSQL
- Azure Database for MariaDB
- Azure Database for MySQL
- Azure Database Migration Service
- Table Storage

### ネットワーク
- Application Gateway
- Azure Bastion
- Azure DDoS Protection - DDoS攻撃から保護
- Azure DNS - 超高速のDNS応答と非常に高いドメインの可用性
- Azure ExpressRoute
- Azure Firewall
- Azure Firewall Manager
- Azure Front Door
- Azure Internet Analyzer
- Azure Private Link
- Content Delivery Network (CDN) - セキュアで信頼性の高いコンテンツ配信
- Virtual Network - プライベートネットワーク
- Load Balancer
- Network Watcher
- Traffic Manager
- Virtual WAN
- VPN Gateway
- Web Application Firewall
- Azure Orbital

### セキュリティ
- Azure Defender
- Azure Dedicated HSM
- Azure Front Door
- Azure Sentinel
- Key Vault
- Security Center
- Web Application Firewall
- Azure Defender for IoT
- Microsoft Azure Attestation

### 分析
- Azure Analysis Services
- Azure Data Explorer
- Azure Data Lake Storage
- Azure Data Share
- Azure Databricks
- Azure Stream Analytics
- Azure Synapse Analytics
- Data Catalog
- Data Factory
- Data Lake Analytics
- HDInsight
  - Apache Spark for Azure HDInsight
  - Apache Storm for Azure HDInsight
  - R Server for HDInsight
- Log Analytics
- Power BI Embedded
- R Server for HDInsight
- Azure Purview

### メディア
- Azure Media Player
- Content Protection
- Encoding
- Live and On-demand Streaming
- ライブビデオ分析
- Media Services
- Video Indexer

### 開発者ツール
- App Configuration
- Azure DevOps
- Azure DevTest Labs
- Azure Lab Services
- Azure Pipelines
- SDK
- Visual Studio
- Visual Studio Code

### DevOps
- Azure Artifacts
- Azure Boards
- Azure DevOps
- Azure DevTest Labs
- Azure Monitor
- Azure Pipelines
- Azure Repos
- Azure Test Plans
- DevOps tool integrations

### 管理とガバナンス
- Automation
- Azure Advisor
- Azure Backup
- Azure Blueprints
- Azure Lighthouse
- Azure Managed Applications
- Azure Migrate
- Azure Monitor
- Azure Policy
- Azure Resource Manager
- Azure Resource Manager テンプレート
- Azure Service health
- Azure Site Recovery
- Cloud Shell
- Azure Cost management
- Azure Billing
- Azure Log Analytics
- Microsoft Azure Portal
- Network Watcher
- Traffic Manager
- Azure Automanage
- Azure Resource Mover
- Azure Purview

### AI + 機械学習
- Anomaly Detector: 異常検出機能
- Azure Bot Service：サーバーレス ボット サービス
- Azure Cognitive Search: AIを活用したクラウド検索サービス
- Azure Databricks：Apache Spark ベースの分析プラットフォーム
- Azure Machine Learning：豊富に用意されているアルゴリズムのライブラリを利用可能な機械学習の開発環境
- Azure Open Datasets: オープンデータセット共有プラットフォーム
- Azure Cognitive Services: 認知機能サービス
- Computer Vision: 画像認識、文字認識サービス
- Content Moderator: 画像、テキスト、ビデオモデレーター
- Custom Vision: Computer Visionのカスタマイズ版
- Face：写真に含まれる顔の検出、識別、分析、グループ化、タグ付け
- Form Recognizer: 帳票認識とドキュメントの抽出
- Immersive Reader: テキスト読解支援
- Kinect DK: AI センサーKinectによるコンピュータービジョンと音声のモデル作成
- Language Understanding: 言語理解
- Metrics Advisor: メトリクス監視と問題診断サービス
- Microsoft Genomics:ゲノム シーケンシングと研究の分析情報
- Personalizer：パーソナライズされたユーザー エクスペリエンスを提供
- Project Bonsai: 産業用制御システムを作成するための機械教示サービス
- QnA Maker: 質問と回答の生成
- Speaker Recognition: 話者識別サービス
- Speech to Text：音声をテキストに変換してより自然な対話を実現
- Speech Translation：リアルタイムの音声翻訳をアプリに簡単に統合
- Text Analytics: 感情とトピックの理解
- Text to Speech：テキストを音声に変換
- Translator: 機械翻訳
- Video Indexer: 動画の分析情報

### ブロックチェーン
- Azure Blockchain Service
- Azure Blockchain Tokens
- Azure Blockchain Workbench
- Azure Cosmos DB

### コンテナー
- Azure Functions
- Azure Kubernetes Service (AKS)
- Azure Red Hat OpenShift
- Container Instances
- Container Registry
- Service Fabric
- Web App for Containers

### IoT
- Azure IoT
  - IoT Hub
  - IoT Edge
  - IoT Central
  - IoT ソリューション アクセラレータ
  - Windows 10 IoT Core Services
- Event Hubs
- Event Grid
- Time Series Insight
- Stream Analytics
- Azure Digital Twins

### ハイブリッド + マルチクラウド
- Azure Arc
- Azure ExpressRoute
- Azure Sentinel
- Azure Stack
- Azure Stack HCI
- Azure Stack Hub
- Azure Stack Edge
- Azure Modular Data Center

### Windows Virtual Desktop
- Windows Virtual Desktop
- VMware horizon Cloud on Microsoft Azure
- Citrix Virtual Apps / Desktops for Azure

### 統合
- API Management
- Azure API for FHIR
- Event Grid
- Logic Apps
- Service Bus

### 移行
- Azure Database Migration Service
- Azure Migrate
- Azure Site Recovery
- Data Box

### 複合現実
- Azure Digital Twins
- Kinect DK
- Remote Rendering
- Spatial Anchors

## Microsoft Azure Marketplace
Microsoft Azure Marketplaceは、多様な商用・非商用データ（人口統計や金融情報など）といったコンテンツを保持しているプロバイダ（パブリッシャ）が容易に販売することができるオンライン上のマーケットプレースである。利用者はMicrosoft Azure Marketplaceを通じ、検索・共有・購入等を行うことができる。また通常データはODataを通じて提供され、アプリケーションからの利用も可能となっている。
Microsoft Azure Marketplaceにはデータを提供するMicrosoft Azure Marketplace Dataセクションと、Windows Azure Platformに関連する多様なカテゴリのサービスやアプリケーションを提供するWindows Azure Marketplace Applicationsセクションの2つが存在する。Windows Azure Marketplace Dataは2010年に米国で開催されたMicrosoft PDC2010にて正式リリースされた。またWindows Azure Marketplace Applicationsは、2011年7月10日に米国で開催されたMicrosoft Worldwide Partner Conference 2011にて正式リリースがアナウンスされた。

## 実装
Microsoft Azureは特化されたオペレーティングシステム Microsoft Azureを用い"fabric layer"を実行する。"fabric layer"とは、マイクロソフトにてホスティングされたクラスタであり、Microsoft Azure上にて動作するアプリケーションへの計算資源およびストレージの割り当て、および管理を行う。Microsoft Azureは開発中は"Red Dog"というコードネームで知られ、Windows Server 2008とカスタム化されたHyper-VであるMicrosoft Azure Hypervisor上の"cloud layer"として説明されており、サービスの仮想化を行うものである。
スケーリングと信頼性はMicrosoft Azure Fabric Controllerで制御され、マイクロソフトデータセンター内でサーバーがダウンしてもサービス環境が停止しないようになっている。加えて、ユーザーのWebアプリケーションのメモリアロケーションやロードバランシング等の管理も行われる。
開発者はREST、HTTP、XMLを組み合わせたAPIを使用して Microsoft Azure が提供するサービスと対話を行う。サービスと対話を行うライブラリはクライアントサイドにもマネージド クラス ライブラリで提供される。Microsoft Azureでホストされるアプリケーションの開発と発行はVisual Studio、Git、EclipseといったIDEを使用して行う。
サービスにはAPIを通してアクセスするほかに、2015年12月に一般提供開始になったWebベースのAzureポータルを使って、ユーザーはAzureサービスを管理できる。ポータルを使うとアクティブな仮想マシンやサービスについて、アクティブなリソースの閲覧、設定変更、新しいリソースの開始、基本的なモニタリングデータの閲覧を行うことができる。

### 展開モデル
Microsoft Azureはクラウドリソースについて「クラッシック」と「Azure Resource Manager」の2種類の展開モデルを提供している。クラシックモデルでは、仮想マシン、SQLデータベース等の各々のAzureリソースは個別に管理される。Azure Resource Managerは2014年に導入され、関連サービスのグループを作成し、密接に関連するリソースを一緒に展開、管理、監視できるようにしている。

## 障害
マイクロソフトでは同サービスを基幹系システムのバックエンドにも採用されるプラットフォームとして普及することを目指しているが、過去に大規模な障害が複数発生している。
2012年2月29日、うるう日のこの日、サービス内部で使用する証明書発行に端を発する世界的な障害が発生。
2013年2月23日、Storageサービスの証明書の期限切れにより複数サービスに障害が発生。
2014年8月15日および18日、世界規模で障害が発生。
2014年11月19日、性能改善バグと運用ミスにより世界規模でサービスが停止。
2016年9月15日、ネットワーク機器の不具合により世界規模の障害が発生。
2017年3月8日、自己修復機能の不具合が原因で、東日本リージョンで顧客の一部がサービスを利用不能になるなどの影響が発生。
2017年3月28日に西日本リージョンで、3月31日に空冷システム向け電源装置の故障に伴い再び東日本リージョンで、大規模障害が発生。
2018年11月19日、システムアップデートの不具合で、Azure、Office 365、Microsoft Dynamicsなどへログインするための多要素認証システムが停止。その障害に対応するための対策に失敗し、およそ1週間後の11月27日に再び同システムが停止。結果的に2週間で2度もの停止が発生し、障害が発生している間は多要素認証を用いたログインができない深刻な状態に陥った。
2019年5月2日、AzureのDNS設定変更に失敗し、全世界的にサービス障害が発生。キャッシュされた不正な情報が期限切れになるまで影響が継続。Office 365、Microsoft 365、Microsoft Dynamicsなど、同社サービスに対する接続不良も発生。
2020年8月17日、障害情報提供を改善する取り組みを発表。複数の地域やサービスに影響を及ぼす「広範な」障害を通知する一部の場合にのみ、公開されているAzureの状態ページを使用していることを認めた。インシデントの95％以上を影響を受けたユーザーと直接やり取りを行っており、公開されているAzureの状態ページに障害に関する情報が掲載されていなかった。
2020年9月28日、Azure Active Directory（Azure AD）でデプロイシステムの不具合により未検証アップデートが適用され、ロールバックにも失敗。これにより、同社が提供するOneDriveやOutlook、Teamsなどのサービスにも全世界で接続障害が発生。
2021年3月15日、Azure ADが暗号署名操作をサポートするために使用している鍵のローテーションに問題が発生したことにより機能停止。極めて影響が大きく、Office、Teams、Dynamics 365、Xbox Liveなどをはじめとして、Azure ADの認証を利用しているMicrosoftやサードパーティーのアプリケーションが利用できなくなった。
2022年7月18日にルーターの問題により、ネットワーク障害が発生。同時にMicrosoft OutlookやExchange Onlineで接続障害が発生。3日後の7月21日にもMicrosoft Teams、Office365、Outlookなどで大規模障害が発生。
2023年1月25日、ルーターの設定変更ミスにより、WAN内の全ルーターが再計算状態に突入し、中国を除く米国、ヨーロッパ、中東、アフリカ、アジアの全リージョンで障害が発生。Microsoft Teams、Exchange Online、Outlook、SharePoint Online、OneDrive for Business、Microsoft Graph、PowerBi、Microsoft 365 Admin Portalといった多数のサービスでも問題が発生。

## その他
- VMSやWindows NTの開発を率いたデヴィッド・カトラーがリード開発者に名を連ねている。
- 日本マイクロソフトでは、Microsoft Azureをマンガ形式で紹介する「クラウドガール -窓と雲と碧い空-」を、2011年5月23日から公開している[57]